# Tamentit
Tamentit (تامنطيت) (às vezes soletrado Tamantit) é uma cidade e comuna ou município localizada o distrito de Fenoughil, na província de Adrar, no centro-sul da Argélia. Em 2008, sua população era de 9 481 habitantes.